# Ковтун Карпо Іванович
Карпо́ (Костянти́н) Іва́нович Ко́втун (15 травня 1908 — 13 листопада 1936) — радянський військовий льотчик, лейтенант. Герой Радянського Союзу (1936).

## Життєпис
Народився в селищі Шарко-Бакумівка, нині Панінського району Воронезької області Росії, у селянській родині. Росіянин. Здобув початкову освіту, наймитував. Обирався членом і головою сільради.
У лавах РСЧА з 1930 року. Член ВКП(б) з 1931 року. У 1933 році закінчив 11-ту (Луганську) школу військових пілотів, у 1934 році — курси командирів авіаційних ланок. Командував ланкою 109-ї винищувальної ескадрильї 36-ї авіаційної бригади.
Учасник громадянської війни в Іспанії, командував загоном винищувачів на Центральному фронті, прикривав Мадрид від налетів ворожої авіації. У повітряних боях збив 5 літаків супротивника.
Загинув у повітряному бою, відбиваючи наліт ворожої авіації. Похований на сільському кладовищі за 12 км від Мадрида.

## Нагороди
Постановою Центрального виконавчого комітету СРСР від 31 грудня 1936 року «за зразкове виконання спеціальних і найважчих завдань Уряду зі зміцнення оборонної могутності Радянського Союзу та виявлений у цій справі героїзм», лейтенантові Ковтуну Карпу Івановичу присвоєне звання Героя Радянського Союзу (посмертно).

## Вшанування пам'яті
В селищі Паніно Воронезької області на Алеї Героїв встановлене погруддя.
На будівлі Іванівської середньої школи Панінського району встановлено меморіальну дошку.
Міністерством зв'язку СРСР був випущений поштовий конверт із зображенням К. І. Ковтуна.